# Moriz Oppenheim
Moriz Oppenheim (ur. 1 stycznia 1876 w Wiedniu, zm. 27 października 1949 w Chicago) – austriacko-amerykański lekarz, dermatolog.
Studiował w rodzinnym mieście, studia ukończył w 1899 roku. Staż odbył w Wiener Allgemeine Krankenhaus. Od 1902 w wiedeńskiej klinice dermatologicznej u Isidora Neumanna (1832-1906) i Ernsta Antona Franza Fingera (1856-1939). W 1906 roku habilitował się, w 1915 roku został profesorem tytularnym, w 1926 roku profesorem nadzwyczajnym dermatologii. Od 1918 roku kierował oddziałem dermatologicznym wiedeńskiego Wilhelminenspital. W 1938 roku stracił posadę z powodu żydowskiego pochodzenia. Razem z przyjacielem Erichem Urbachem opuścił Austrię przed wybuchem wojny. Emigrował do Stanów Zjednoczonych i osiadł w Chicago.